# DKW
DKW (ursprunglig förkortning för Dampfkraftwagen) var ett tyskt bil- och motorcykelmärke som ingick i Auto Union där bland annat Audi också ingick. DKW användes som varumärke 1916–1966.

## Historia
DKW grundades i staden Zschopau i Sachsen av den danske industrialisten Jörgen Skafte Rasmussen. 1904 hade Rasmussen tillsammans med kompanjonen Carl Ernst grundat Rasmussen & Ernst i Chemnitz och 1906 flyttades verksamheten till Zschopau. Försäljningsbolaget fanns kvar i Chemnitz. DKW började bygga tvåtaktsmotorer 1916. Samma år började fabriken experimentera med ångbilar på grund av bränslebristen under det pågående kriget. 1917 tillverkades den första ångbilen. Initialnamnet DKW har fått flera olika förklaringar; en av de mer spridda och den ursprungliga är Dampf-Kraft-Wagen, det vill säga ångvagn. Under 1920-talet följde motorcykel- och personbilstillverkning. 1923 antogs firmanamnet Zschopauer Motorenwerke J. S. Rasmussen AG.

### Motorcyklar och personbilar

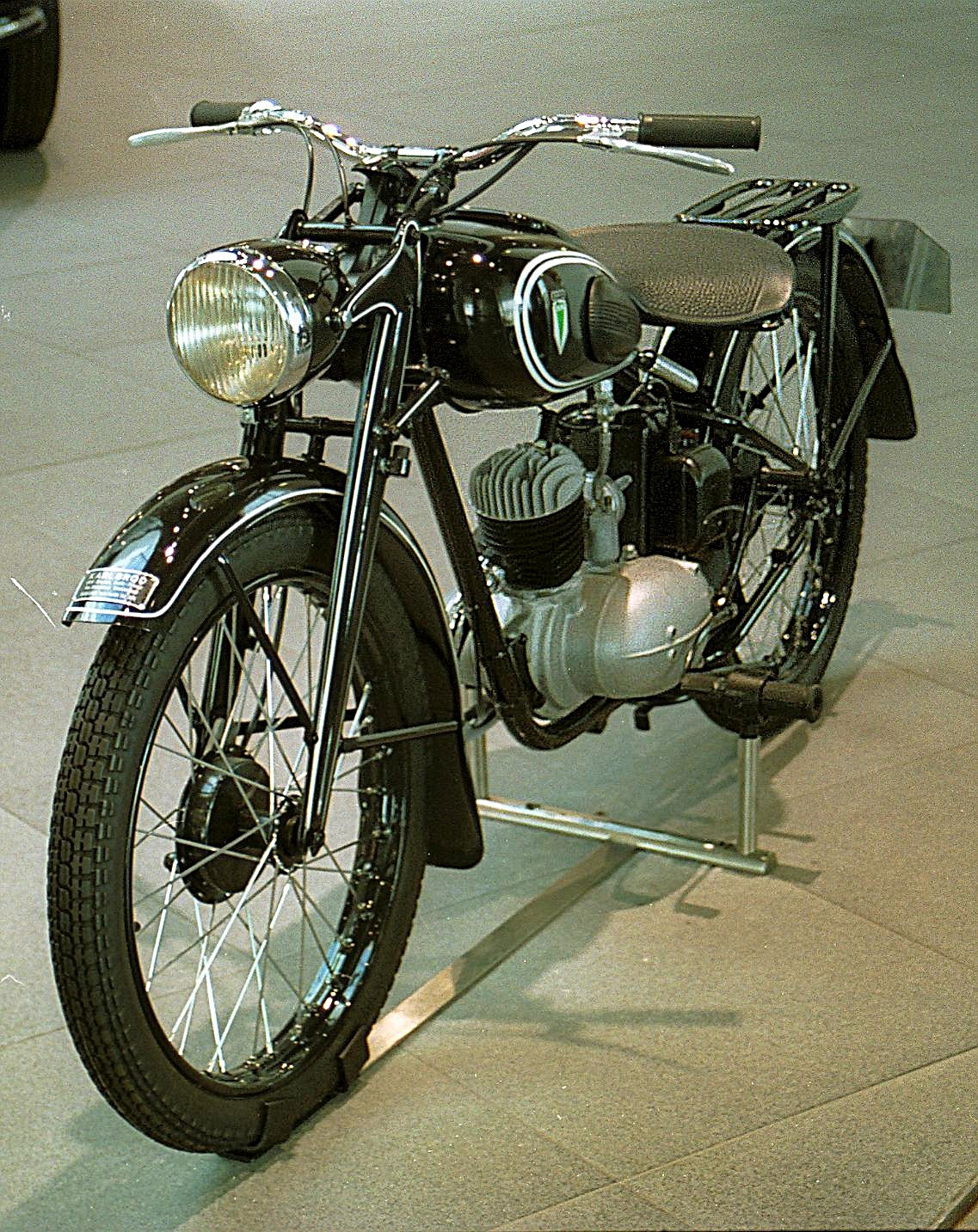
DKW RT 125

Motorcykeltillverkningen startades 1922 och Rasmussens högra hand Carl Hahn tog hand om försäljningen. DKW avancerade till att med en årsproduktion på 65 000 motorcyklar vara världens största motorcykeltillverkare 1928. 1939 lanserades modellen RT 125 som blev en stor framgång och bland annat kom att tjäna som förebild för Yamahas första motorcykel. RT 125 kom att användas av Wehrmacht under andra världskriget och sedan tillverkas av Industrieverband Fahrzeugbau (IFA) i Östtyskland och Auto Union i Västtyskland. Modellen tillverkades i 450 000 exemplar och är den mest tillverkade motorcykeln i Tyskland. DKW:s motorcykelfabrik i Zschopau blev efter andra världskriget förstatligad som VEB Motorradwerk Zschopau och tillverkade motorcyklar under varumärket MZ.
DKW P 15 PS var den första personbilen från DKW och presenterades 1928.

### Auto Union
1932 blev DKW del i den nybildade koncernen Auto Union tillsammans med Horch, Audi och Wanderer. Auto Union antog det märke som numera är Audis, med fyra sammanlänkade ringar. Under andra världskriget var det många privata bilar som drogs in i "krigstjänst". DKW:s aktuella modell vid krigsutbrottet var F 8, modellen var inte intressant för det tyska försvaret på grund av att karossen var byggd av trä.
DKW byggde under kriget även en del större bilar och monterade ibland ihop två små tvåtaktsmotorer till en enhet. Att dubblera motorerna visade sig dock inte ge så mycket extra effekt som väntat.

### DKW i Västtyskland

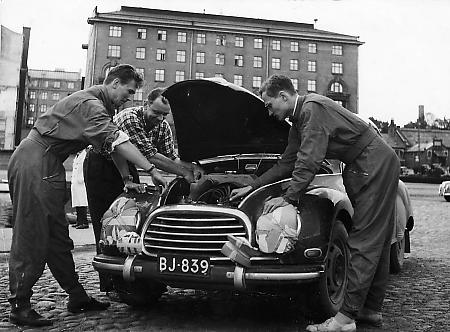
Osmo Kalpalas DKW Donau får översyn under Finska rallyt 1956.

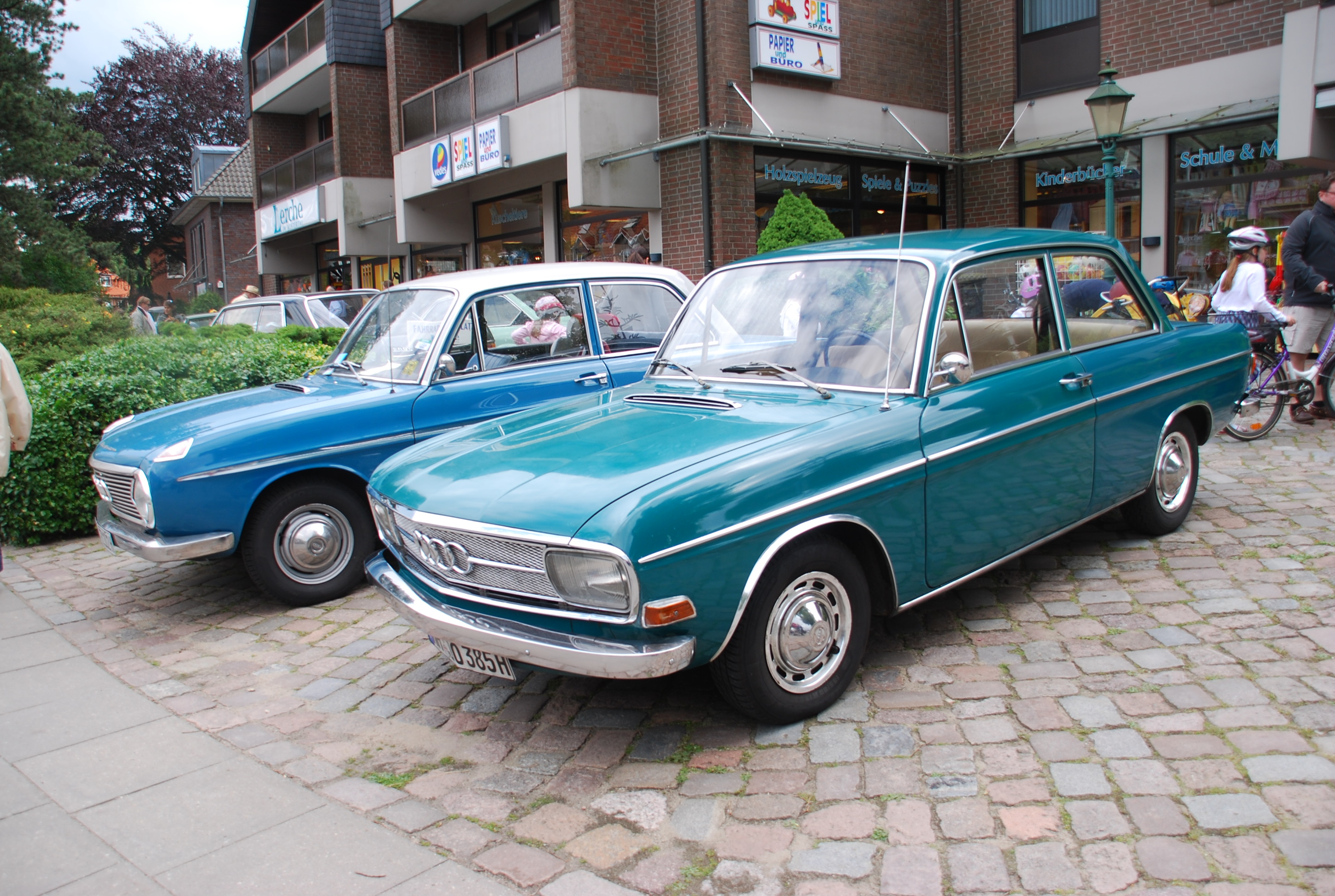
DKW F102 och Audi F103

Efter andra världskriget beslagtogs verksamheten i vad som blivit den sovjetiska sektorn, senare DDR. Företagsledningen och viktiga medarbetare lämnade Zwickau och östra Tyskland, och DKW startade verksamheten på nytt i Västtyskland där Ingolstadt och Düsseldorf blev koncernens nya centrum. Den första verksamheten som Auto Union byggde upp var reservdelar för de fordon som tillverkats fram till kriget genom grundandet av bolaget Zentraldepot für Auto Union Ersatzteile GmbH i december 1945. Men målet var att återstarta fordonsproduktion och under de knappa omständigheterna bolaget och hela Tyskland befann sig i föll valet på de enklare tvåtaktsdrivna DKW-konstruktionerna.
Bolagets återskapande skedde under ledning av Richard Bruhn som var ordförande 1949–1956. Bruhn hade varit nyckelperson när Auto Union bildades 1932. Efterhand anslöt sig fler och fler personer som tidigare arbetat vid Auto Union i Sachsen. Under de första åren producerades transportbilen F 89 L (Schnellaster) och motorcykelmodellen RT 125 W. Den första personbilen efter kriget blev DKW F89 som baserades på modellen DKW F9 som presenterats redan 1940 men där kriget stoppat produktionen. Den kom att tillverkas vid fabriken i Düsseldorf som Auto Union tagit över från Rheinmetall-Borsig och byggt upp ur krigets ruiner. 1953 följde DKW 3=6 som i sina olika varianter under många år blev ryggraden för Auto Unions produktion. DKW blev under 1950-talet känt för sina tvåtaktsdrivna småbilar som hade försäljningsframgångar i Västeuropa. 1957 upphörde all MC-tillverkning och maskinparken överfördes till Zweirad Union i Nürnberg. 1966 köptes Zweirad Union upp av Fichtel & Sachs, sedan 2001 ZF Sachs AG.
1954 gick industrimannen Friedrich Flick in som ägare i Auto Union. Flick var sedan tidigare delägare i Daimler-Benz och var den som drev på att Daimler-Benz skulle ta över Auto Union. Flick såg behovet av en kapitalstark ägare och Daimler-Benz kunde samtidigt få tillverkning av bilar i de lägre prisklasserna som komplement till sina dyrare modeller. 1958 köpte Daimler-Benz 88 procent av Auto Union och 1959 följde det kompletta övertagandet. Nu byggdes också den nya fabriken i norra Ingolstadt som startade sin tillverkning 1959. Dessförinnan hade det diskuterats om en fabrik utanför Düsseldorf vilket skulle betytt slutet för Ingolstadt som tillverkningsort för Auto Union. En starkt bidragande orsak för Ingolstadt var arbetskraften som fanns över sedan bolaget lagt ner motorcykeltillverkningen och det lån som beviljades av Bayerns statsbank. 1961 följde flytten av Auto Unions huvudkontor från Düsseldorf till Ingolstadt. 1962 tog Daimler-Benz över fabriken i Düsseldorf för den egna tillverkningen av transportbilar.
Tvåtaktsmotorer blev otidsenliga på 1960-talet och bolaget beslutade att utveckla en fyrtaktsmotor. När företaget köptes av Volkswagen AG bytte bilarna namn till det nygamla Audi som tidigare var ett av märkena i Auto Union. DKW ansågs ha en för stark koppling till de gamla tvåtaktsdrivna bilarna. 1966 upphörde tillverkningen av den sista DKW-modellen DKW F102.

## DKW i populärkulturen
Torssons låt Jag minns en gammal bil på skivan Att kunna men inte vilja (1980) handlar om DKW.
Det svenska syntbandet Art Facts låt DKW på skivan The Nuclear Princess (1992) handlar lite grann om att köra DKW.

## Personbilsmodeller
- DKW Meisterklasse
- DKW Sonderklasse
- DKW Schnellaster
- DKW F1
- DKW F5
- DKW F8
- DKW F12
- DKW F11
- DKW Munga
- DKW Junior
- DKW F89
- DKW F93
- Auto Union 1000
- DKW F102

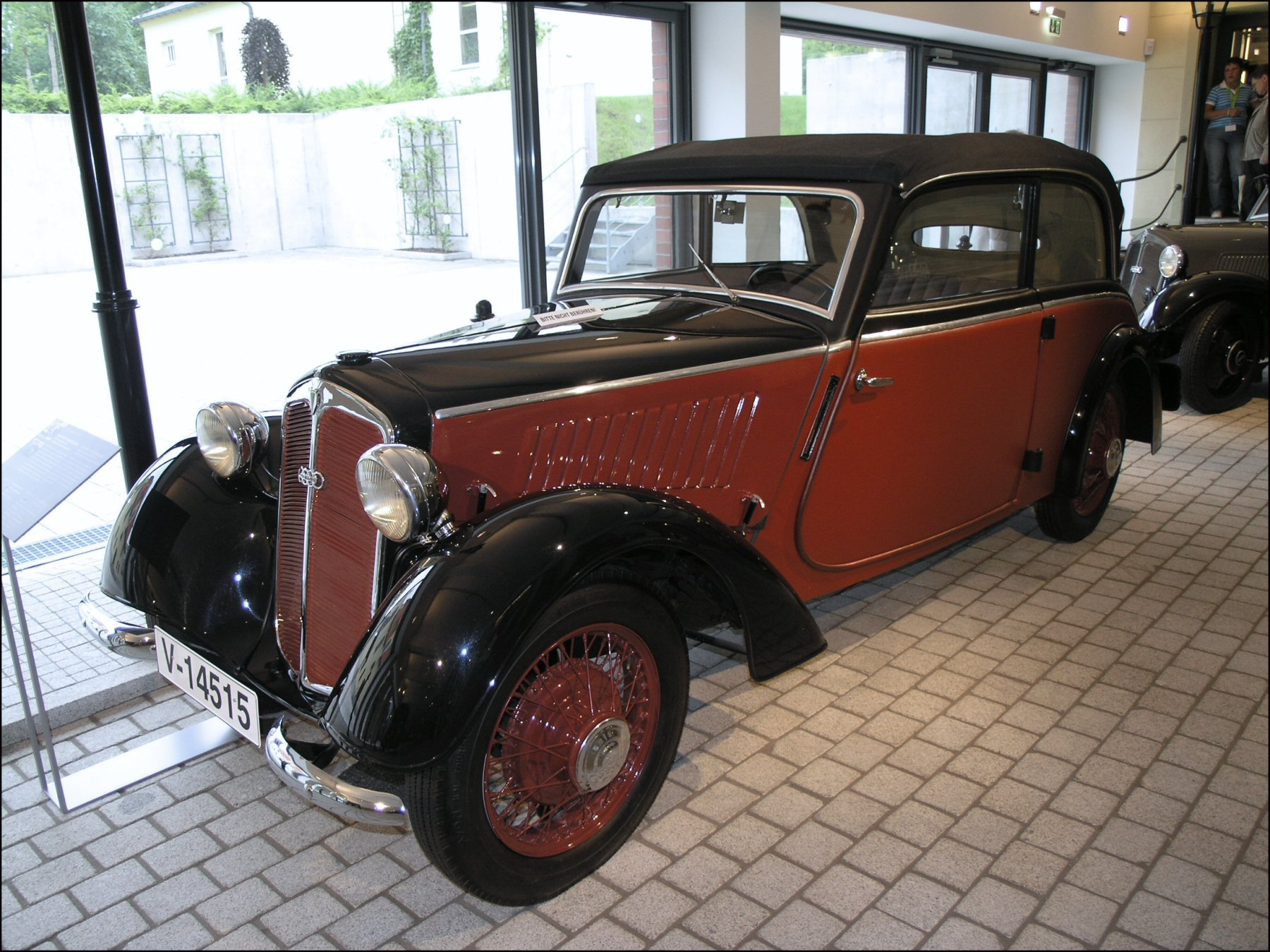
DKW F4 Meisterklasse (1935)
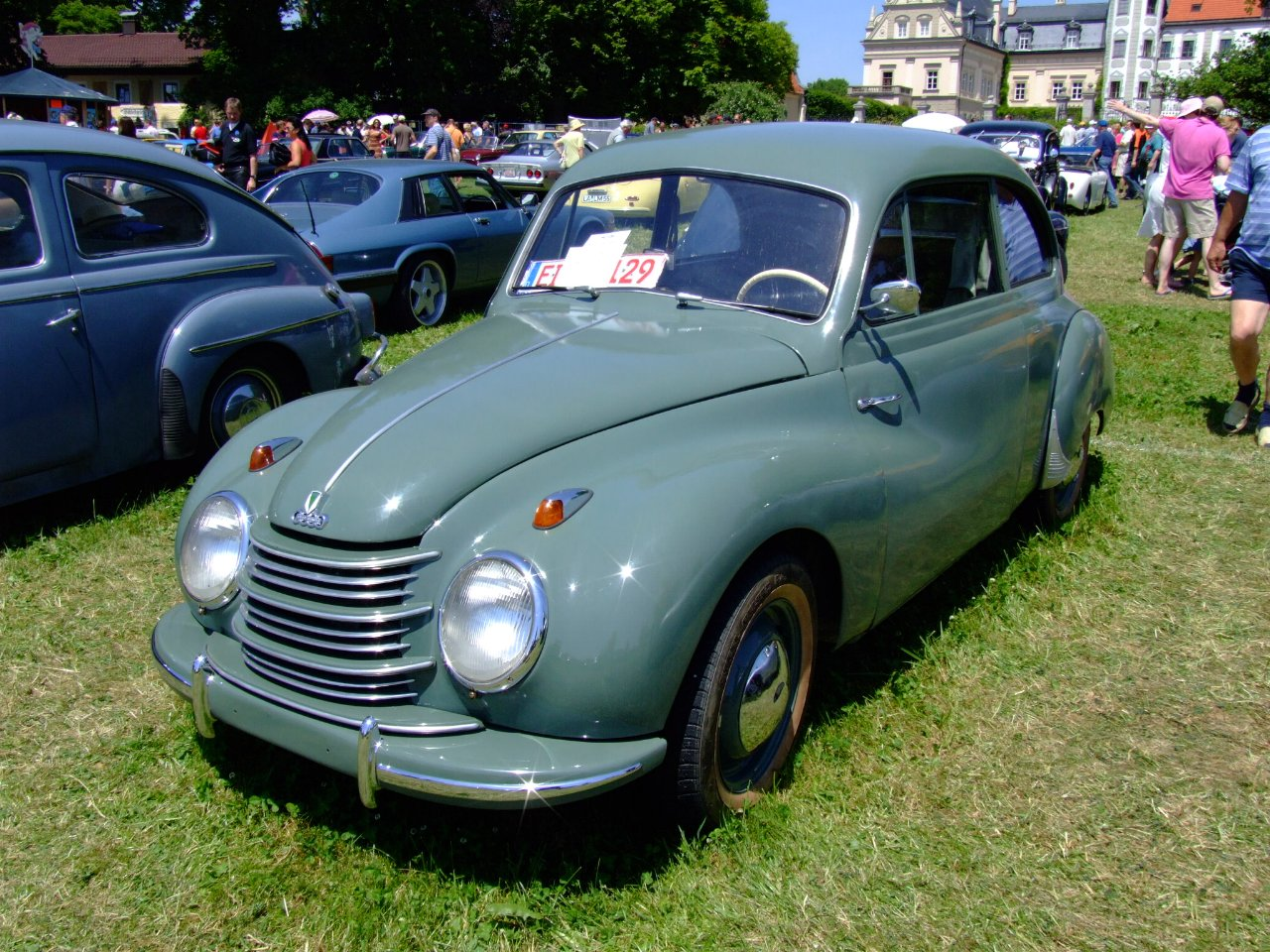
DKW Meisterklasse (1952)
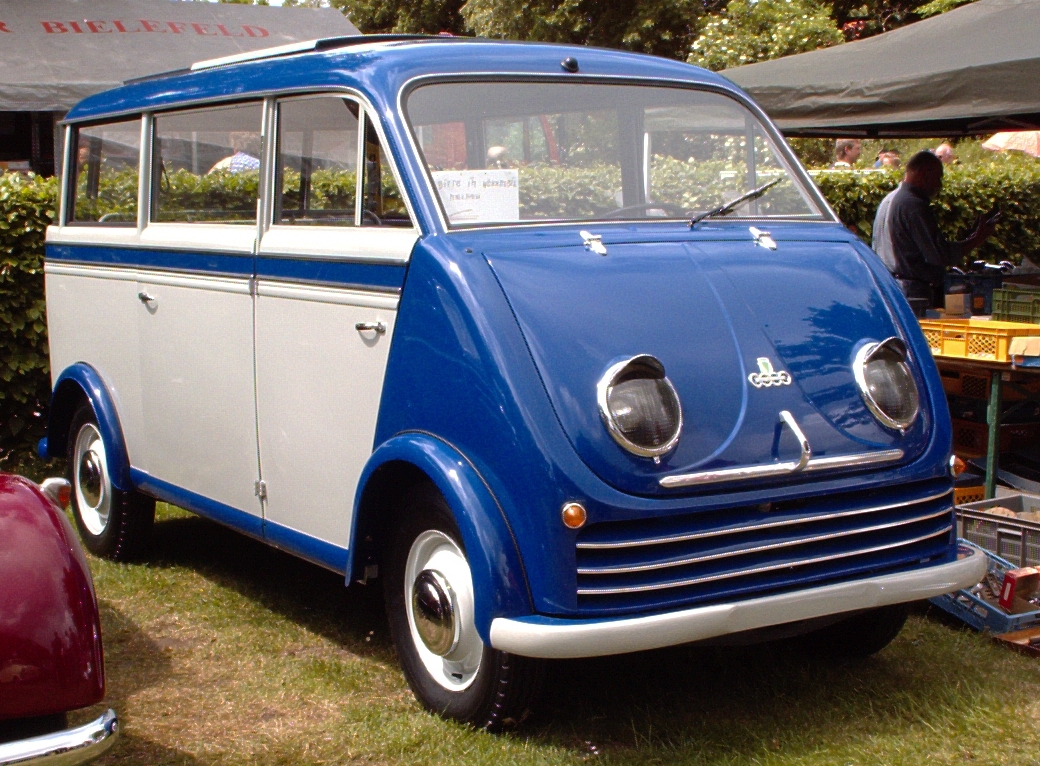
DKW Schnellaster Bus F89L
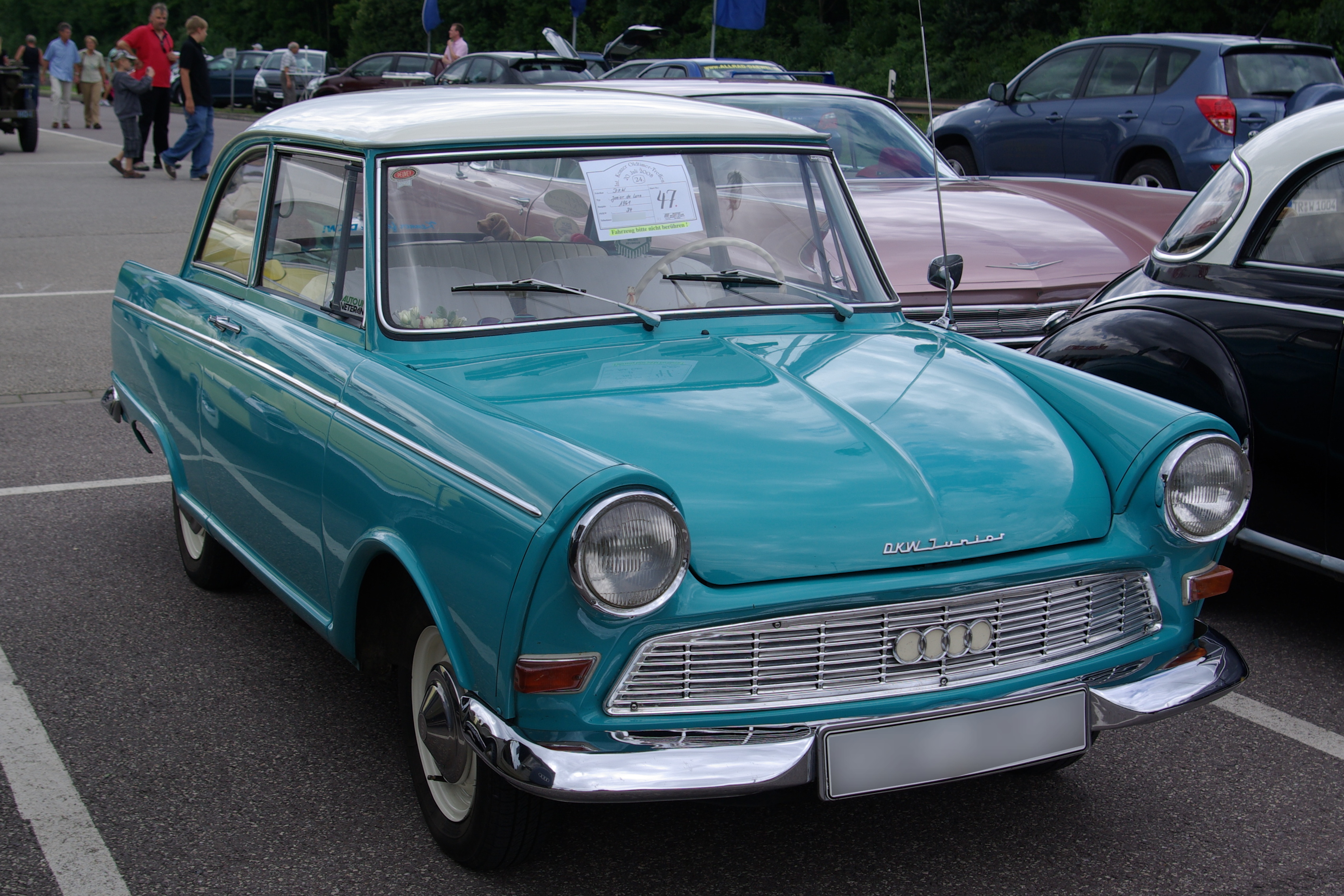
DKW Junior de Luxe (1961)
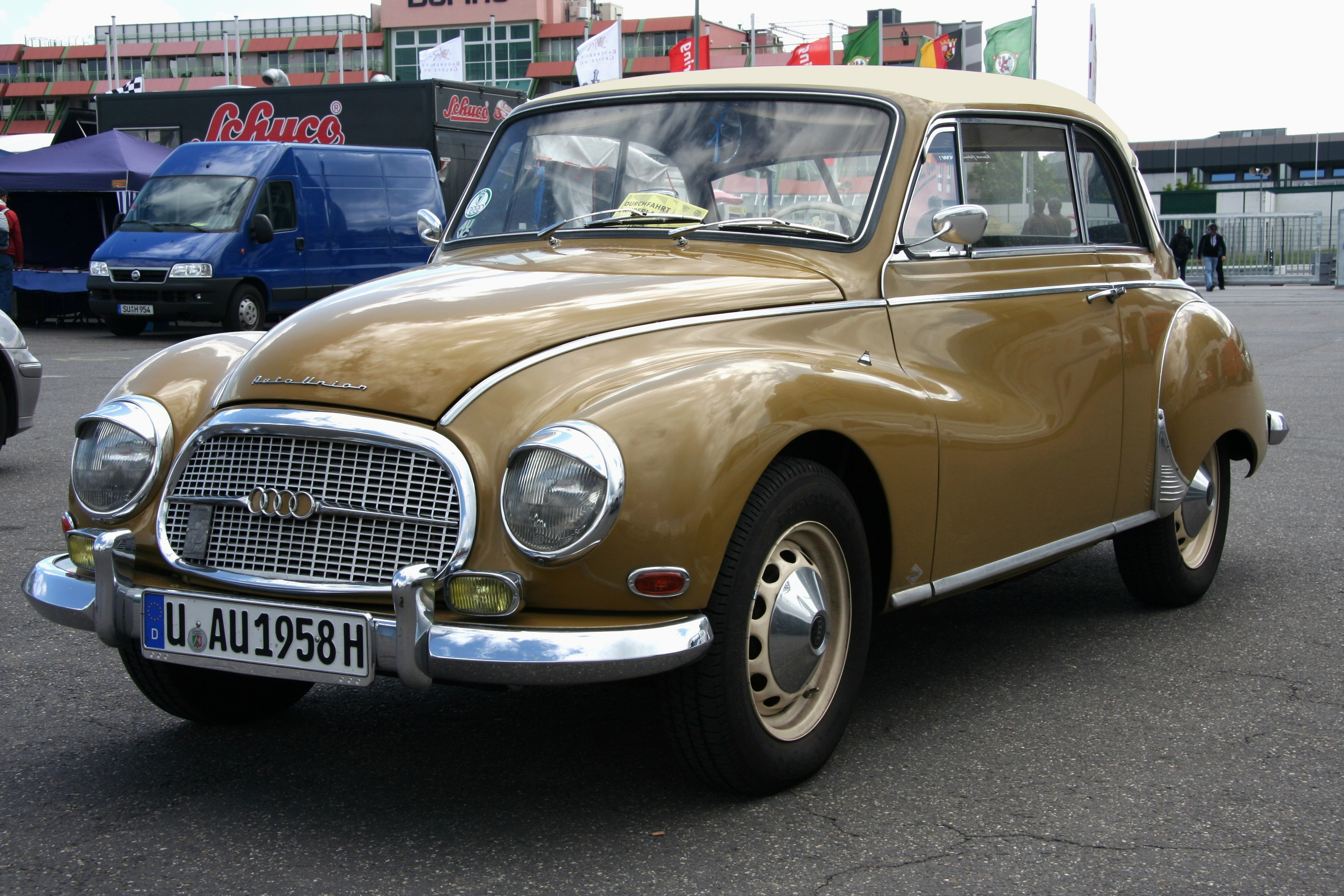
Auto Union 1000 (1958)

## Slogans
- Kenner fahren DKW